# Mortal Kombat X (серия комиксов)
Mortal Kombat X — серия комиксов, которая является приквелом к одноимённой игре. Издавалась компанией DC Comics в 2015 году. Сюжет разворачивается после событий перезагруженной временной шкалы в Mortal Kombat (2011). История фокусируется как на персонажах видеоигры Mortal Kombat X, так и на других героях франшизы.

## Синопсис
Серия состоит из 36 глав, которые входят в 12 выпусков. Имеет 3 подзаголовка: «Кровавые узы» (англ. Blood Ties; 1-4 выпуск), «Кровавые Боги» (англ. Blood Gods; 5-8 выпуск) и «Кровавый остров» (англ. Blood Island; 9-12 выпуск).

## Выпуски
| №  | Дата выхода     | Оценка на Comic Book Roundup    | Предполагаемый объём продаж (первый месяц) |
| -- | --------------- | ------------------------------- | ------------------------------------------ |
| 1  | 14 января 2015  | 6,3 из 10 на основе 11 рецензий | 21 062, позиция в Северной Америке — 104   |
| 2  | 11 февраля 2015 | 7,1 из 10 на основе 4 рецензий  | 13 277, позиция в Северной Америке — 159   |
| 3  | 25 февраля 2015 | 7,7 из 10 на основе 3 рецензий  | 12 581, позиция в Северной Америке — 168   |
| 4  | 11 марта 2015   | 7,9 из 10 на основе 4 рецензий  | 14 038, позиция в Северной Америке — 154   |
| 5  | 8 апреля 2015   | 8,8 из 10 на основе 1 рецензии  | 14 741, позиция в Северной Америке — 193   |
| 6  | 13 мая 2015     | 7,8 из 10 на основе 3 рецензий  | 14 603, позиция в Северной Америке — 143   |
| 7  | 3 июня 2015     | 7,4 из 10 на основе 3 рецензий  | 14 720, позиция в Северной Америке — 143   |
| 8  | 1 июля 2015     | 7,4 из 10 на основе 2 рецензий  | 13 991, позиция в Северной Америке — 165   |
| 9  | 12 августа 2015 | 6,9 из 10 на основе 3 рецензий  | 12 626, позиция в Северной Америке — 158   |
| 10 | 2 сентября 2015 | —                               | 12 118, позиция в Северной Америке — 165   |
| 11 | 7 октября 2015  | 6,3 из 10 на основе 1 рецензии  | 10 990, позиция в Северной Америке — 170   |
| 12 | 4 ноября 2015   | 8 из 10 на основе 1 рецензии    | 9 992, позиция в Северной Америке — 180    |

## Отзывы
На сайте Comic Book Roundup серия имеет оценку 7,4 из 10 на основе 36 рецензий. Джефф Лейк из IGN поставил первому выпуску оценку 5 из 10 и написал, что «в Mortal Kombat X есть свои моменты, но таких моментов очень мало. Киттельсен демонстрирует приличный диапазон, но на данный момент у него нет аудитории, кроме тех, кто сочится всем, что связано с Kombat. Помимо нескольких крутых эпизодов, это серия, которую нужно немного отполировать, прежде чем выйдет следующий выпуск». Мэтт Литтл из Comic Book Resources отмечал, что «отсутствие фокуса или целевой аудитории оставляет Mortal Kombat X #1 от Шона Киттлсена и Декстера Соя разочаровывающей мешаниной сцен». Ричард Грей из Newsarama дал первому выпуску оценку 3 из 10 и подытожил, что он больше является фансервисным. Сергей Матвеев из «Игромании» включил серию в топ 10 лучших комиксов 2015 года.